# Coaching d'équipe
Le coaching d'équipe est une pratique spécifique du coaching. 
C'est une démarche complexe car elle doit prendre en compte toutes les personnes de l'équipe à titre individuel mais aussi le groupe dans son ensemble.

## Définition du coaching d'équipe
Le coaching d'équipe est une forme de coaching qui vise à prendre en compte l'ensemble d'un groupe et pas uniquement des personnes individuelles (coaching individuel).
L'équipe en question peut être un groupe permanent (comité de direction, unité, département) ou un groupe temporaire avec une durée de vie limitée (coaching de projet).

## Pratique du coaching d'équipe

### La posture du coach d'équipe
Le coach d'équipe suit  dans la durée l'ensemble de l'équipe à travers ses intervenants. Il ne remplace pas le manager de l'équipe ou le chef de projet. Ce n'est pas un membre de l'équipe, il doit plutôt être considéré comme un miroir ou un observateur de l'équipe : "Le coach d'équipe n'est pas «animateur » : c'est un « miroir » 

### la réalisation d'un coaching d'équipe
Selon certaines approches, le coaching d'équipe peut comprendre entre autres:
- un coaching du manager ou chef d'équipe
- des séances de coaching individuelles pour chacun des membres de l'équipe
- des séances en groupes pour privilégier une interaction entre les membres et une prise de recul.

Selon d'autres approches, le coaching d'équipe est dirigé uniquement vers l'équipe en tant qu'entité. Le processus s'adresse alors à l'équipe entière lors de séances collectives. Il est alors exclu que ce coaching s'applique aux individus, y compris le manager. Cette dernière approche permet de préserver la posture de neutralité et d'authenticité du coach, qui ne devient pas acteur dans le fonctionnement de l'équipe.

### Quand faire appel à un coach d'équipe?
Le coach d'équipe peut intervenir :
- proactivement: pour préparer une équipe ou un projet, notamment en cas de changement ou mutation à venir, et anticiper les difficultés.
- réactivement:  pour résoudre des conflits

## Différence entre coaching d'équipe et team building
Le coaching d'équipe et le team building sont deux approches différentes qui peuvent être complémentaires. Le coaching d'équipe utilise parfois des outils du team building. Le coaching d'équipe se distingue du team building par trois points
- la posture du coach
- les méthodes utilisées
- la durée de l'intervention

## Différence avec la compétition sportive
L’écart entre le coaching en entreprise et celui de la compétition sportive mérite d’être souligné, car la méthodologie et surtout la finalité n’en sont absolument pas identiques. "Ce qui est dangereux en entreprise, c’est en effet le dépassement des forces personnelles. La compétition en entreprise peut d’ailleurs être la source d’une détérioration du climat social, qui est l’un des éléments qualitatifs les plus précieux pour la vie de l’entreprise. Il est donc très important d’être clair sur les objectifs et la méthodologie du coaching."